# Métro de Dalian
Le Métro de Dalian (en chinois : 大連軌道交通) est l'un des systèmes de transport en commun de Dalian, grande ville de la province du Liaoning à l'Est de la république populaire de Chine.

## Réseau actuel

### Aperçu général
En 2023, le réseau est constitué de 6 lignes opérationnelles :
| Ligne           | Terminaux                          | Terminaux                             | Date d'ouverture | Date d'extension | Longueur km | Stations |
| --------------- | ---------------------------------- | ------------------------------------- | ---------------- | ---------------- | ----------- | -------- |
|                 | Yaojia (Ganjingzi)                 | Huizhanzhongxin (Shahekou)            | 2015             | 2017             | 26,46       | 22       |
|                 | Jichang (Ganjingzi)                | Huiyizhongxin (Zhongshan)             | 2015             | 2017             | 22,63       | 20       |
|                 | Dalian Railway Station (Zhongshan) | Jinshitan (Jinzhou)                   | 2003             | 2008             | 63.45       | 18       |
| Jiuli (Jinzhou) | Dalian Railway Station (Zhongshan) |                                       | 2003             | 2008             | 63.45       | 18       |
|                 | Hutan Xinqu (Zhongshan)            | Houguan (Ganjingzi)                   | 2023             |                  | 24.48       | 18       |
|                 | Hekou (Ganjingzi)                  | Lüshunxingang (Lüshunkou)             | 2013             | 2017             | 40,35       | 8        |
|                 | Jiuli (Jinzhou)                    | Pulandian Zhanxing Street (Pulandian) | 2021             |                  | 43.15       | 12       |
| Total           | Total                              | Total                                 | Total            | Total            | 237,74      | 107      |

## Projets d'extension

### À l'étude
La création de deux nouvelles lignes (7 et 11), ainsi que l'extension des lignes 1 (phase III), 4 (phase II) et 13 (phase II) étaient à l'étude.
En 2009, le gouvernement de Delian prévoyait, à long terme, un réseau de neuf lignes avec un total de 263 km.